# Campeonato Mundial de Xadrez de 1986
O Campeonato Mundial de Xadrez de 1986 foi  um match de revanche entre o ex-campeão Anatoly Karpov e o novo campeão Garry Kasparov. Foi realizada entre 28 de julho e 8 de outubro, em uma melhor de 24 partidas, no qual Kasparov manteve o título. As 12 primeiras partidas foram jogadas em Londres, e as seguintes em Leningrado.
Esse foi o terceiro match pelo campeonato mundial entre Karpov e Kasparov em um espaço de dois anos e meio. Após a interrupção do confronto de 1984 sem um vencedor, Karpov teve o direito a uma revanche caso perdesse o match de 1985.

## Match pelo título
O encontro foi jogado em uma melhor de 24 partidas. Caso houvesse empate em 12-12 o campeão manteria o título.
| Jogador        | 1 | 2 | 3 | 4 | 5 | 6 | 7 | 8 | 9 | 10 | 11 | 12 | 13 | 14 | 15 | 16 | 17 | 18 | 19 | 20 | 21 | 22 | 23 | 24 | Total |
| -------------- | - | - | - | - | - | - | - | - | - | -- | -- | -- | -- | -- | -- | -- | -- | -- | -- | -- | -- | -- | -- | -- | ----- |
| Anatoly Karpov | ½ | ½ | ½ | 0 | 1 | ½ | ½ | 0 | ½ | ½  | ½  | ½  | ½  | 0  | ½  | 0  | 1  | 1  | 1  | ½  | ½  | 0  | ½  | ½  | 11½   |
| Garry Kasparov | ½ | ½ | ½ | 1 | 0 | ½ | ½ | 1 | ½ | ½  | ½  | ½  | ½  | 1  | ½  | 1  | 0  | 0  | 0  | ½  | ½  | 1  | ½  | ½  | 12½   |